# Bondsmedaille voor meerjarig lidmaatschap van de Bond van Nederlandse Oorlogs- en Dienstslachtoffers
De Bondsmedaille voor meerjarig lidmaatschap van de Bond van Nederlandse Oorlogs- en Dienstslachtoffers is een van de onderscheidingen van de Bond van Nederlandse Oorlogs- en Dienstslachtoffers. Deze particuliere onderscheidingen mogen niet op militaire uniformen worden gedragen maar ze worden daar wel op gezien. Prins Bernhard der Nederlanden droeg zijn Bondskruis van de Bond van Nederlandse Oorlogs- en Dienstslachtoffers op zijn uniform. Voor veteranen gelden geen strenge regels al is er door de Kanselier van de Nederlandse Ridderorden voor burgers een draagvolgorde van de Nederlandse onderscheidingen vastgesteld. Daarin kregen de onderscheidingen van de bond een plaats als particuliere onderscheidingen.
De Bondsmedaille voor meerjarig lidmaatschap van de Bond van Nederlandse Oorlogs- en Dienstslachtoffers wordt door het bestuur van de bond toegekend. Er is ook een Bondskruis van de Bond van Nederlandse Oorlogs- en Dienstslachtoffers.

## De medailles
Er werden eerst medailles voor tien tot vijfentwintigjarig lidmaatschap geslagen. Later volgde een goudkleurige medaille met het randschrift "40". Toen de bond zijn vijftigjarig bestaan naderde bleek er behoefte te zijn aan een medaille voor vijftigjarig lidmaatschap. 
De medaille is 30 millimeter en rond. Ze wordt aan een lint op de linkerborst gedragen. Aan de voorzijde is het Bondskruis van de BNMO afgebeeld.
De keerzijde van de medaille heeft het randschrift "BOND VAN NEDERLANDSE MILITAIRE OORLOGS- EN DIENSTSLACHTOFFERS", waarbinnen het aantal jaren lidmaatschap wordt vermeld.
De medaille wordt toegekend in brons-, zilver- of goudkleurig onedel metaal. Bij de zogeheten bronzen en zilveren medailles is het randschrift "BOND VAN NEDERLANDSE MILITAIRE OORLOGSSLACHTOFFERS" en zijn de getallen in Romeinse cijfers "X" op de bronzen medaille "XXV" op de zilveren medaille. Bij de ronde goudkleurige medaille is het randschrift aangevuld met een jaartal "40" in Arabische cijfers.
Voor het 50-jarige lidmaatschap werd er een nieuwe medaille geslagen. Deze medaille is ruitvormig, met afgeronde punten, en 35 millimeter in diameter. De voorzijde vertoont het Bondskruis, waaronder een tweetal takken van laurierbladeren en het getal "50" in Arabische cijfers.
De medailles zijn op een "onnederlandse" wijze aan het lint gehangen. Men koos niet voor de gebruikelijke ring en oog maar liet de medaille gieten of slaan met twee naar boven reikende palmtakken. Deze zijn met een metalen staafje verbonden en daarmee hangt de medaille aan het rood-blauw-oranje-blauw rode lint. De uitvoering van de medaille is sober en goedkoop. Op de achterzijde is een eenvoudige veiligheidsspeld aangebracht.
De keerzijde van de medailles is vlak met de inscriptie "BOND VAN / NEDERLANDSE/ MILITAIRE OORLOGS- EN / DIENSTSLACHTOFFERS" en het stempel van de fabrikant "KON.BEGEER / ZOETERMEER".
Museummedaille ·
Erepenning ·
Medaille van de Maatschappij tot Redding van Drenkelingen ·
Doggersbank-medaille ·
Broeder van de Orde van de Nederlandse Leeuw ·
Antwerpsche Medaille 1832 ·
Onderscheidingsteken voor Langdurige, Eerlijke en Trouwe Dienst ·
Eremedaille voor Kunst en Wetenschap ·
Eremedaille voor Voortvarendheid en Vernuft ·
De Ruyter-medaille ·
Regeringsmedaille ·
Medaille van het Carnegie Heldenfonds ·
Medaille van Verdienste van het Nederlandse Rode Kruis ·
Medaille voor trouwe dienst van het Nederlandse Rode Kruis ·
Erkentelijkheidsmedaille 1940-1945 ·
Inhuldigingsmedaille 1948 ·
Herinneringsmedaille Luchtbescherming 1940-1945 ·
Medaille van de Noord- en Zuid-Hollandsche Redding Maatschappij ·
Zilveren Anjer · 
Cultuurfonds Onderscheiding · 
Vrijwilligersmedaille Openbare Orde en Veiligheid ·
Vaardigheidsmedaille van de Nederlandse Sport Federatie ·
Inhuldigingsmedaille 1980 ·
Herinneringsmedaille VN-Vredesoperaties ·
Herinneringsmedaille Multinationale Vredesoperaties ·
Herinneringsmedaille Internationale Missies ·
Huwelijksmedaille 2002 ·
Herinneringsmedaille Buitenlandse Bezoeken ·
Marinemedaille ·
Landmachtmedaille ·
Marechausseemedaille ·
Luchtmachtmedaille
Zie ook: Ridderorden en onderscheidingen in Nederland